# 스튜디오EIM
스튜디오EIM (StudioEIM) 은 대한민국의 게임 오디오 그룹이다.
1998년, 나우누리의 게임음악매니아(GMM) 내 소모임으로 출발하였으며, 초기에는 사운드팀 EIM(SoundTeam EIM)이라는 이름으로 활동하였다.
소모임으로 활동한지 1년이 지나고 1999년, 게임음악매니아(GMM) 회원 중 작곡이 가능한 사람이 주축이 되어 게임 음악과 관련된 공연, 창작 활동을 주로 하였으며, 초기 작품으로는 MMORPG 다크세이버, 전략 시뮬레이션 게임 파이널오딧세이, 어드벤처 게임 흐름의원 ZERO, 스커드잼, 슈팅 게임 건바운드 등이 있다.
2004년 이전에는 SoundTeam EIM
2008년 이후로는 EIM으로 법인 전환 되었다.
키워드는 게임의 성공이라는 과제를 향한 Energy, 무형의 음악을 현실로 만들기 위한 폭넓은 Imagination, 스튜디오 EIM가 만들어내는 결과물인 Music. 회사의 마스코트는 고양이 루나이다. 흔히들 부르는 별칭은 작곡가들을 갈아서 음악을 만드는 스튜디오. 괴담의 진실.[1] 한 음원에서 저게 사실이냐는 한 사람의 질문에 "통째로는 안 넣고 부위 별로 갈아넣는다"고 답변을 달았다. 개그센스 보소 부정적인 의미가 아니라 그만큼 하나같이 높은 퀄리티의 음악을 만들어내기 때문에 붙은 이름. 특히 마비노기 영웅전의 BGM은 해외에서도 그 이름을 널리 알리고 있다. 음악 뿐만 아니라 게임에 들어가는 효과음과 성우 녹음도 하고 있다.

## 대표 참여 작품
- 메이플 스토리 - 넥슨, 위젯
- 던전 앤 파이터 - 네오플, 넥슨
- 마비노기 영웅전 - 넥슨, 데브캣 스튜디오
- 마비노기[1] - 넥슨, 데브캣 스튜디오
- 사이퍼즈 - 네오플
- P의 거짓 - 네오위즈
- 나이트 크로우 - 위메이드
- 포트리스 사가 - 쿡앱스
- 리니지M - 엔씨소프트
- 리니지W - 엔씨소프트
- 리니지2 레볼루션 - 엔씨소프트
- 쓰론 앤 리버티 - 엔씨소프트
- A3: 스틸얼라이브 - 액토즈소프트, 넷마블
- 일곱개의 대죄: GRAND CROSS - 넷마블
- 오딘: 발할라 라이징 - 라이온하트 스튜디오
- 창세기전 모바일: 아수라 프로젝트 - 미어캣게임즈
- 창세기전: 회색의 잔영 - 라인게임즈 레그 스튜디오
- Limbus Company - 프로젝트 문
- Library of Ruina - 프로젝트 문
- Skul: The Hero Slayer - 네오위즈, 사우스포게임즈
- 브라운더스트2 - 네오위즈, GAMFSN
- 데카론 - 유비펀
- 트릭컬 리바이브 - 에피드 게임즈
- 건쉽 배틀 - 조이시티
- 에오스 레드 - 블루포션 게임즈
- 드래곤 네스트 - 액토즈소프트, 아이덴티티게임즈
- 마구마구 - 넷마블, 애니파크
- 모두의 마블 - 넷마블
- 썬온라인 - 웹젠
- 프리스타일 - 조이시티
- 프리스타일2 - 조이시티
- 3on3 프리스타일- 조이시티
- 스페셜 포스 - 드래곤플라이
- 소울워커 - 라이언게임즈, 스마일게이트
- 트라하 - 모아이게임즈
- 테일즈런너 - 라온엔터테인먼트, 스마일게이트

## 같이 보기
- 게임 음악
- 게임 사운드
- 게임 성우

## 앨범

### 공식 발매 앨범
- 마비노기 영웅전 시즌 1 OST
- 마비노기 영웅전 시즌 2 OST
- 마비노기 영웅전 : 시즌3 챕터1 망각의 낙원 OST
- 마비노기 영웅전 : 시즌3 챕터2 낙원 속에서 OST (에피소드1)
- 메이플스토리 : Black Heaven OST
- 메이플스토리 : Heros of Maple (크라우드 펀딩 Ver)
- 메이플스토리 : Black Heaven OST (크라우드 펀딩 Ver)
- Skul: The Hero Slayer Soundtrack (Steam Soundtrack)
- Library Of Ruina Soundtrack (Steam Soundtrack)
- 드래곤아이드 OST

### 참여 앨범
- 사이퍼즈 : 그랑플람 재단 OST
- 사이퍼즈 : 무소속 OST
- 사이퍼즈 : 지하 연합 OST
- 사이퍼즈 : 헬리오스 OST
- 다행인지 불행인지 OST
- 사라지네 (Vocal. 그레고르)
- 림버스컴퍼니 - 사라지네 (Vocal. 로쟈)
- 림버스컴퍼니 - 사라지네 (Vocal. 싱클레어)
- 림버스컴퍼니 - 사라지네 (Vocal. 이상)
- 쌍둥이 언니는 믿지 않아요 OST
- Lies of P [ORIGINAL SOUNDTRACK]
- 크루세이더 퀘스트 OST Part.1
- 크루세이더 퀘스트 OST Part.2
- 크루세이더 퀘스트 OST Part.3
- 크루세이더 퀘스트 OST Part.4
- 크루세이더 퀘스트 OST Part.5
- 크루세이더 퀘스트 OST Part.6
- 림버스컴퍼니 - 사라지네 (Vocal. 이스마엘)